# Афанасьева, Ксения Дмитриевна
Ксе́ния Дми́триевна Афана́сьева (род. 13 сентября 1991 года, Тула, СССР) — российская гимнастка, двукратная чемпионка мира в командном первенстве (2010) и вольных упражнениях (2011), трёхкратная чемпионка Европы, призёр этапов Кубка мира, многократная чемпионка России и обладательница Кубка России. Трёхкратная победительница Всемирной летней Универсиады 2013 года в Казани: в командном первенстве, опорном прыжке и вольных упражнениях, серебряный призёр Универсиады 2013 года в абсолютном первенстве.

## Спортивная карьера

### Сезон 2010

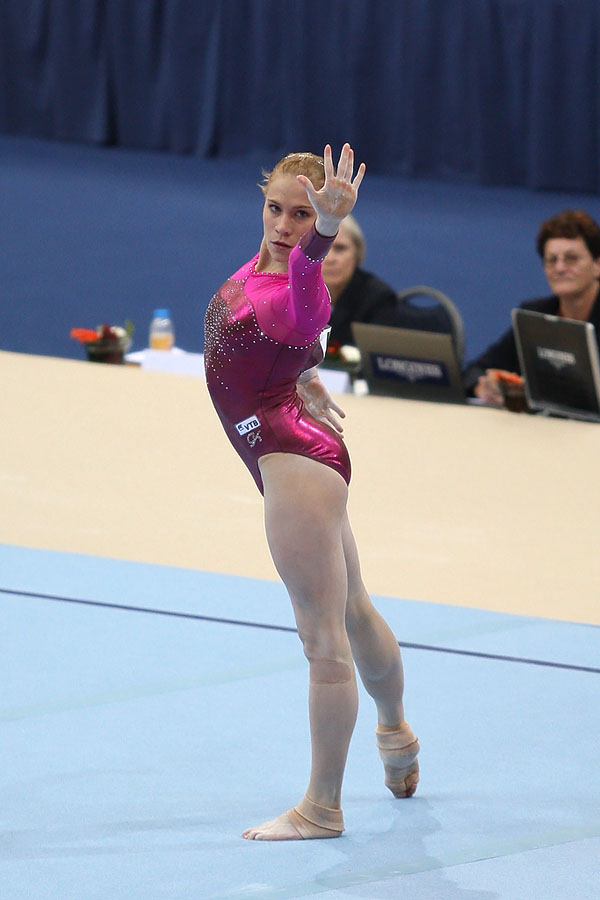

На Чемпионате России 2010 в Пензе в составе команды Центрального Федерального округа выиграла золотую медаль. В отдельных видах многоборья вышла в финал только в упражнении на бревне, где заняла 3-е место.
В апреле 2010 года Ксения вместе с Юлией Иньшиной и Екатериной Крамаренко приняли участие в «Кубке Стеллы Захаровой», где россиянки в командном первенстве стали первыми, а в личном первенстве заняли первые два места. Ксения стала серебряным призёром, уступив Ю. Иньшиной.
Решением тренерского штаба спортсменка не была включена в состав сборной на Чемпионат Европы 2010, а была делегирована на Pacific Rim Сhampionships, где выиграла две бронзовые медали.
В рамках подготовки к чемпионату мира в Роттердаме сборная России приняла участие в розыгрыше Открытого кубка Японии. Ксения, Татьяна Набиева, Анна Дементьева, Рамиля Мусина и Алия Мустафина обыграли ближайших соперниц — гимнасток Японии — на четыре балла (173,850 и 169,850 соответственно). В многоборье Ксения также первенствовала.
На проходящем в Челябинске Кубке России спортсменка в финале многоборья стала серебряным призёром, уступив победительнице Алие Мустафиной 3.597 балла. Ей же Ксения уступила и в финале вольных упражнений, став 2-й, в финале упражнений на брусьях — 5-й.

## Результаты
| Год  | Турнир                                              | Место проведения | Вид программы         | Место | Очки    | Место (квалиф.) | Очки (квалиф.) |
| ---- | --------------------------------------------------- | ---------------- | --------------------- | ----- | ------- | --------------- | -------------- |
| 2008 | Чемпионат Европы по спортивной гимнастике           | Клермон-Ферран   | Командное первенство  | 2     |         |                 |                |
| 2008 | Олимпийские игры                                    | Пекин            | Бревно                | 7     | 14.825  |                 |                |
| 2008 | Олимпийские игры                                    | Пекин            | Командное первенство  | 4     |         | 3               |                |
| 2009 | Чемпионат Европы по спортивной гимнастике           | Милан            | Многоборье            | 2     | 57.600  | 20              | 54.575         |
| 2009 | Чемпионат Европы по спортивной гимнастике           | Милан            | Разновысокие брусья   | 4     | 14.650  | 3               | 14.825         |
| 2010 | Кубок мира по спортивной гимнастике                 | Москва           | Бревно                | 3     | 13.500  |                 |                |
| 2010 | XLII чемпионат мира по спортивной гимнастике        | Роттердам        | Командное первенство  | 1     | 175,397 | 1               | 234.521        |
| 2010 | XLII чемпионат мира по спортивной гимнастике        | Роттердам        | Вольные упражнения    | 8     | 12.700  | 2               | 14.766         |
| 2011 | XLIII чемпионат мира по спортивной гимнастике       | Токио            | Командное первенство  | 2     | 175.329 | 2               | 231.062        |
| 2011 | XLIII чемпионат мира по спортивной гимнастике       | Токио            | Абсолютное первенство | 7     | 56.732  | 6               | 56.941         |
| 2011 | XLIII чемпионат мира по спортивной гимнастике       | Токио            | Вольные упражнения    | 1     |         | 10              |                |
| 2012 | Олимпийские игры                                    | Лондон           | Командное первенство  | 2     |         |                 |                |
| 2013 | V Личный чемпионат Европы по спортивной гимнастике  | Москва           | Вольные упражнения    | 1     |         |                 |                |
| 2013 | XXVII Всемирная летняя Универсиада                  | Казань           | Командное первенство  | 1     | 175.500 | 1               | 175.500        |
| 2013 | XXVII Всемирная летняя Универсиада                  | Казань           | Абсолютное первенство | 2     | 56.850  | 2               | 56.550         |
| 2013 | XXVII Всемирная летняя Универсиада                  | Казань           | Опорный прыжок        | 1     | 15,125  | 4               | 14.500         |
| 2013 | XXVII Всемирная летняя Универсиада                  | Казань           | Вольные упражнения    | 1     | 14.350  | 1               | 14.750         |
| 2015 | VI Личный чемпионат Европы по спортивной гимнастике | Монпелье         | Опорный прыжок        | 3     | 14.866  | 3               | 14.533         |

## Награды
- Медаль ордена «За заслуги перед Отечеством» I степени (13 августа 2012 года) — за большой вклад в развитие физической культуры и спорта, высокие спортивные достижения на Играх XXX Олимпиады 2012 года в городе Лондоне (Великобритания)[10].
- Заслуженный мастер спорта России (1 ноября 2010 года)[11]
- Мастер спорта России международного класса
- Почётная грамота Президента Российской Федерации (19 июля 2013 года) — за высокие спортивные достижения на XXVII Всемирной летней универсиаде 2013 года в городе Казани[12]